# Анттила, Марко
Ма́рко А́нттила (фин. Marko Anttila; род. 27 мая 1985, Лемпяаля, Хяме) — финский хоккеист, правый нападающий. В настоящее время является игроком клуба «Ильвес». Чемпион мира 2019 и 2022 годов, серебряный призёр чемпионата мира 2021 года. Олимпийский чемпион 2022 года. Известен очень высоким для хоккеиста ростом (204 см).

## Игровая карьера

### Чемпионат мира 2019
На победном для финнов чемпионате мира 2019 года в Словакии Антилла в каждом из матчей плей-офф отметился решающими голами: сравнял за полторы минуты до конца основного времени счёт в четвертьфинале против сборной Швеции, забил единственный гол в полуфинале против сборной России и забросил первые две шайбы в финале против сборной Канады, которая до этого вела 1:0. На следующий день после финала Анттиле исполнилось 34 года.

## Достижения
- Победитель молодёжной СМ-Лиги — 2005
- Чемпион мира — 2019, 2022
- Олимпийский чемпион — 2022

## Статистика
| Легенда | Легенда                    | Легенда | Легенда                   | Легенда | Легенда    |
| ------- | -------------------------- | ------- | ------------------------- | ------- | ---------- |
| И       | Количество проведённых игр | Штр     | Штрафное время            | +/−     | Плюс-минус |
| Г       | Голы                       | П       | Голевые передачи          | О       | Очки       |
| -       | Статистика неизвестна      | —       | Статистика не учитывалась |         |            |